# 沙田T4主幹道
沙田T4主幹道（英語：Shatin Trunk Road T4）為一條興建中的道路，連接沙田路、青沙公路及城門隧道公路，以隧道及高架形式建造，全長1.7公里。

## 歷史
土木工程拓展署2004年提出興建兩條雙向高架道路，連接城門隧道公路及沙田路，造價6億，惟因為東行高架路接近銅鑼灣山村及蔚景園，一直遭居民強烈反對，擔心高架路影響景觀及造成污染等。計劃曾於2006年刊憲，但造價升至11億元。
隨著青沙公路通車，大埔公路－沙田段需應付來往城門隧道、青沙公路及沙田區、大埔區以至上水、粉嶺的車流，早已不堪負荷，加上馬鞍山新市鎮與十四鄉新發展區的發展，城門河東岸一帶卻沒有直接道路連接城門隧道及青沙公路，車輛需取道沙田及大圍區內道路，加重區內道路擠塞。
2018年1月，土木工程拓展署決定重新研究計劃，並維持原來走線，為減低對附近民居的影響，新方案會降低幹道的行車天橋高度，並將東行近大圍路段南移；曾大屋至溱岸8號路段亦改以隧道形式興建，預計研究為期三年。
2020年2月，土木工程拓展署表示正就項目進行環境評估研究，料於2020年中完成研究。同時港府亦計畫於2020年第一季就工程項目刊登憲報，隨後第四季就道路完成勘查研究以及聘用顧問進行詳細設計。2021年1月，土木工程拓展署向沙田區議會提交最新設計。
港府估計項目將於2023年開始施工，料興建工程需時約五年，並期望於2028年正式通車，紓緩沙田區內多年交通擠塞的問題。 土木工程拓展署在2022年12月16日刊憲，邀請有興趣投標「T4號主幹路及相關工程」合約的承建商申請投標資格預審。申請截止時間為翌年1月27日中午12時。合約預計於同年第4季展開，需時約54個月完成。
2024年8月9日中國路橋和利基聯營聯合中標沙田T4主幹路及相關工程合約編號（ED/2022/02），主要工程包括興建1條長約2.3公里的雙程雙線主幹路及支路、擴闊近博康邨1段長約150米的沙田路、興建3條高架行人路分別橫跨車公廟路、城門河道及近沙田頭村的擬建主幹路和1條橫跨獅子山隧道公路的高架行人路暨單車徑，以及其他相關工程，合約總額60.836億港元。

## 外部連結
- 土木工程拓展署 道路規劃圖

| 论 编 | 香港1號幹線 |  |
| |             |  |
| 黃竹坑道 – 香港仔隧道 – 黃泥涌峽天橋 – 堅拿道天橋 – 海底隧道 – 康莊道 – 公主道 – 窩打老道 – 獅子山隧道公路（包括獅子山隧道及第二獅子山隧道） – 沙田路 – 大埔公路－沙田段 |             |  |
| |             |  |

| 论 编 | 香港8號幹線 |  |
| |             |  |
| 青沙公路（包括南灣隧道、昂船洲大橋、尖山隧道、沙田嶺隧道及大圍隧道） – 長青公路 – 青衣西北交匯處 – 青嶼幹線（包括汲水門大橋、馬灣高架道路、青馬大橋） – 北大嶼山公路 |             |  |
| |             |  |

| 论 编 | 香港9號幹線 |  |
| |             |  |
| 城門隧道 – 象鼻山路 – 青山公路－荃灣段 – 屯門公路 – 藍地交匯處 – 元朗公路 – 青朗公路 – 新田公路 – 粉嶺公路 – 吐露港公路 – 大埔公路－沙田段 – 城門隧道公路 – 城門隧道 |             |  |
| |             |  |